# Майгона
Майгона (Майгонах; англ. Moygownagh; ирл. Maith Gamhna, «долина молочных коров») — деревня в Ирландии, находится в графстве Мейо, в провинции Коннахт, у трассы R315.

## История
Согласно преданию, название местности было дано святым Кормаком в V или VI веке. Однако, согласно легенде, во время путешествия в этих местах святой Кормак встретил святую Дарию, которая была настоятельницей местного женского монастыря.

## География
В «Топографическом словаре Ирландии» Сэмюэля Льюиса, опубликованном в 1837 году, эта местность описывается следующим образом:
МАЙГОНА — приход в баронстве Тироули, графство Мейо, провинция Коннахт, в 7 милях (юго-запад) от Киллалы, на дороге из Кроссмолины в Балликасл; население 1981 жителя. Этот приход расположен на реке Авенмор и охватывает 4100 статутных акров; земля легкая, в основном возделываемая, с небольшим количеством пастбищ, а также большим количеством болот и гор; изобилует известняком.

 Главные резиденции — Белвилл, резиденция капитана У. Орма; Гленмор, резиденция У. Орма, эсквайра; и Стоунхолл, резиденция Т. Нокса, эсквайра. Это приходской дом в епархии Киллала, входящий в союз Кроссмолины; дом приходского священника частично соответствует регентству Киллалы, а частично — хору викариев Крайстчерча, Дублин. Десятина составляет 110 фунтов стерлингов, из которых 35,10 фунтов стерлингов выплачиваются викарию-хористу, 19,10 фунтов стерлингов — регенту и 55 фунтов стерлингов — викарию. Приход совпадает по размерам с приходом Государственной церкви; часовня небольшая и находится в плохом состоянии. Около 70 детей обучаются в государственной школе и около 10 — в частной.
В деревне Майгона есть автозаправочная станция, паб и магазин товаров повседневного спроса (Mitchell's). В местной начальной школе, известной как Cormaic Naofa или Carn National School, по состоянию на 2024 год обучалось 39 учеников. 
Католическая церковь в Мойгоунаге, также посвященная святому Кормаку, входит в римско-католическую епархию Киллалы.

### Усадьбы
В список крупных загородных домов района входят дом Гленмора и Owenmore (или Millbrook), которые исторически связаны с членами семьи Орм.
Дом Гленмора в городке Аттишейн в приходе Магона был известен среди местных жителей как «Большой дом» или «Дом помещика». Он был построен в 1790 году и изначально принадлежал семье Орм. В 1853 году дом и земли были куплены семьей Фетерстонхоу.